# Vranovská Ves
Vranovská Ves település Csehországban, a Znojmói járásban. Vranovská Ves Štítary, Pavlice, Šumná és Olbramkostel településekkel határos. Lakosainak száma 292 fő (2024. január 1.).

## Népesség
A település lakosságának változását az alábbi diagram mutatja:
| Lakosok száma | 563  | 641  | 607  | 396  | 289  | 247  | 291  | 301  | 264  | 292  |
|               | 1869 | 1900 | 1921 | 1961 | 1980 | 2011 | 2016 | 2019 | 2021 | 2024 |